# خوسيه رودريغيز (مبارز بالسيف)
خوسيه رودريغيز (بالإسبانية: José Rodríguez)‏ هو مبارز بالسيف أرجنتيني، (ولد في بوينس آيرس في الأرجنتين 1910  م).

## وصلات خارجية
- خوسيه رودريغيز على موقع اللجنة الأولمبية الدولية (الإنجليزية)
- خوسيه رودريغيز على موقع أوليمبيديا (الإنجليزية)